# Groovy (langage)
Pour les articles homonymes, voir Groovy.
Groovy est le nom d'un langage de programmation orienté objet destiné à la plate-forme Java. Il constitue un substitut au langage Java pour cette plate-forme et est inspiré de Python, Ruby et Smalltalk. Il est l'objet de la spécification JSR 241.
Groovy utilise une syntaxe très proche de Java, avec des accolades, et est directement compilé, soit à la volée dynamiquement, soit classiquement avec un compilateur en bytecode.
Groovy s'intègre et est entièrement compatible avec la JVM étant donné que le bytecode est le même. Il peut donc :
- utiliser les bibliothèques Java ;
- être utilisé dans des classes Java.

Groovy peut être comparé à BeanShell, l'objectif de faire un langage de scripting proche de Java est le même, la mise en œuvre étant différente.

## Principales caractéristiques du langage
Groovy possède certaines caractéristiques qui le différencient du Java standard :
- typage statique et typage dynamique ;
- listes, maps, et expressions rationnelles nativement supportées ;
- fermetures ou clôtures ;
- surcharge des opérateurs.

### Comparaison entre Java et Groovy
Un exemple qui affiche dans la sortie standard des chaines de caractères ayant au plus quatre lettres.
Java 5 :
```
class
 
Filter
 
{

     
public
 
static
 
void
 
main
(
String
[]
 
args
)
 
{

         
for
 
(
String
 
item
 
:
 
Arrays
.
asList
(
"Rod"
,
 
"Carlos"
,
 
"Chris"
))

             
if
 
(
item
.
length
()
 
<=
 
4
)
 
System
.
out
.
println
(
item
);

     
}

 
}

```

Java 8 :
```
class
 
Filter
 
{

    
public
 
static
 
void
 
main
(
String
[]
 
args
)
 
{

       
Stream
.
of
(
"Rod"
,
 
"Carlos"
,
 
"Chris"
)

                
.
filter
(
item
 
->
 
item
.
length
()
 
<=
 
4
)

                
.
forEach
(
System
.
out
::
println
);

    
}

}

```

Java 21 :
```
void
 
main
()
 
{

    
Stream
.
of
(
"Rod"
,
 
"Carlos"
,
 
"Chris"
)

        
.
filter
(
item
 
->
 
item
.
length
()
 
<=
 
4
)

        
.
forEach
(
System
.
out
::
println
);

}

```

Groovy :
```
[
"Rod"
,
 
"Carlos"
,
 
"Chris"
].
findAll
 
{
 
it
.
size
()
 
<=
 
4
 
}.
each
 
{
 
println
 
it
 
}

```

### Langage de balisage
Une des caractéristiques notables de Groovy est sa gestion native des langages de balisage comme XML et HTML. Cette prise en charge permet de définir et manipuler par programmation plusieurs types de structures avec une syntaxe commune.
Par exemple un code Groovy qui produit du XML :
```
    
import
 
groovy.xml.MarkupBuilder

    
def
 
myXMLDoc
 
=
 
new
 
MarkupBuilder
()

    
myXMLDoc
.
workbook
 
{

       
worksheet
(
caption:
"Employees"
)
 
{

          
row
(
fname:
"John"
,
 
lname:
"McDoe"
)

          
row
(
fname:
"Nancy"
,
 
lname:
"Davolio"
)

       
}

       
worksheet
(
caption:
"Products"
)
 
{

          
row
(
name:
"Veeblefeetzer"
,
 
id:
"sku34510"
)

          
row
(
name:
"Prune Unit Zappa"
,
 
id:
"sku3a550"
)

       
}

    
}

    
println
 
myXMLDoc

```

Sortie du programme :
```
    
<workbook>

       
<worksheet
 
caption=
'Employees'
>

          
<row
 
fname=
"John"
 
lname=
"McDoe"
 
/>

          
<row
 
fname=
"Nancy"
 
lname=
"Davolio"
 
/>

       
</worksheet>

       
<worksheet
 
caption=
'Products'
>

          
<row
 
name=
"Veeblefeetzer"
 
id=
"sku34510"
 
/>

          
<row
 
name=
"Prune Unit Zappa"
 
id=
"sku3a550"
 
/>

       
</worksheet>

    
</workbook>

```

## Autres exemples
Hello World :
```
 
print
 
"hello world"

 
def
 
name
=
'World'
;
 
println
 
"Hello $name!"

```

Afficher une liste ordonnée de noms transformés en majuscules :
```
 
def
 
names
 
=
 
[
'Jean'
,
 
'John'
,
 
'Jill'
]

 
println
 
names
.
collect
{
 
it
.
toUpperCase
()
 
}.
sort
()

```

Afficher les sept premiers carrés successifs de 2 :
```
 
def
 
num
 
=
 
2
G

 
7
.
times
 
{

   
println
 
"$num"

   
num
 
*=
 
num

 
}

```

Définir des classes utilisateur :
```
class
 
Person
 
{

  
String
 
name

  
String
 
givenname

  
int
 
age

  
String
 
sex

}

class
 
User
 
extends
 
Person
 
{

  
String
 
userid

  
String
 
email

}

def
 
titi
 
=
 
new
 
User
(
name:
 
'titi'
)

titi
.
userid
 
=
 
'titi1412'

titi
.
email
 
=
 
'titi@acme.org'

titi
.
age
 
=
 
40

def
 
rominet
 
=
 
new
 
Person
(
name:
 
'rominet'
,
 
age:
 
40
,
 
sex:
 
'uhum'
)

println
 
"Hé ${rominet.name} , ici ${titi.name}, un vieux copain de promo. Écris-moi sur ${titi.email} !"

```